# Thierry Noir
Thierry Noir (nacido en 1958) es un artista y muralista francés residente en Berlín. Se le considera el primer artista en pintar el Muro de Berlín en la década de 1980. Creó pinturas de colores brillantes en grandes tramos del Muro, las cuales algunas originales todavía se pueden ver en segmentos sobrevivientes del Muro en colecciones de arte y en la East Side Gallery. El trabajo y el estilo de Noir ahora se consideran icónicos, y Noir también se considera uno de los precursores del movimiento de arte callejero en su conjunto. Continúa creando murales en todo el mundo en ciudades como Londres, Los Ángeles y Sídney.

## Primeros años
Thierry Noir nació en Lyon, Francia, en 1958. A los 23 años, en enero de 1982, se mudó a Berlín Oeste con dos maletas pequeñas después de comprar un billete de tren de ida. Se inspiró en los músicos David Bowie, Nina Hagen e Iggy Pop que también vivían ahí en ese momento. La letra de Berlin de Lou Reed también convenció a Noir de quedarse. Inicialmente vivió en una casa okupa (la Casa Georg von Rauch) en Mariannenplatz con vistas al Muro de Berlín. Al llegar a Berlín, Noir se convirtió en músico y realizó una gira como multiinstrumentista en el grupo musical alemán Sprung Aus Den Wolken.

## Carrera profesional

### 1984-1991: pintando el muro de Berlín

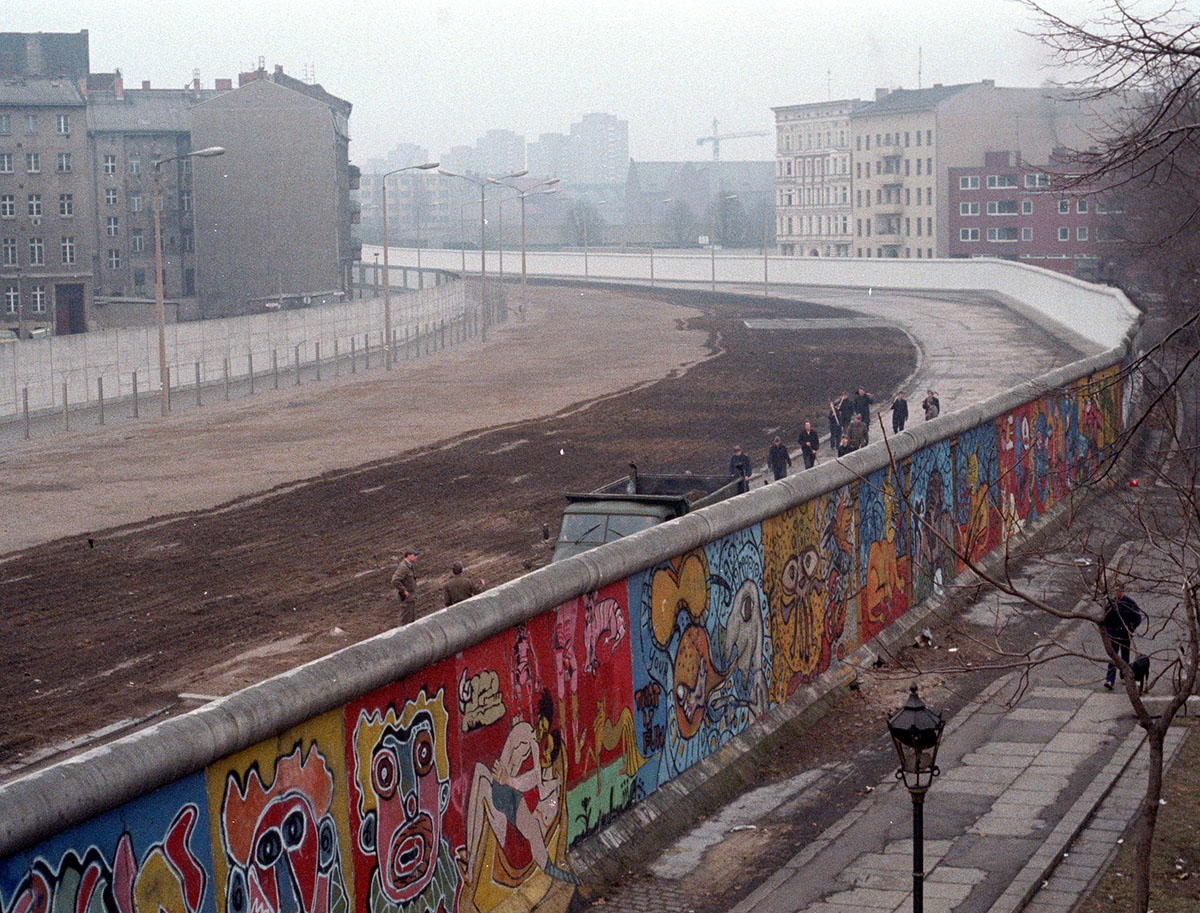
Vista desde el lado de Berlín Oeste del Muro en 1986 que muestra los primeros murales de Noir.

En 1984, Noir comenzó a pintar el Muro de Berlín con su compañero artista francés, Christophe-Emmanuel Bouchet. Sus primeros cuadros fueron una reacción a la melancolía, la tristeza y la «presión de la vida cotidiana» que experimentaban al vivir tan cerca del Muro. Utilizaron pintura extraída de sitios de construcción cercanos o dejada por los trabajadores de la ciudad. Antes de esto, los grafitis en el Muro consistían en gran medida en eslóganes antiestadounidenses, notas racistas y mensajes cómicos. El propio Noir señaló que pintar imágenes grandes en el Muro se había visto como un «tabú, incluso entre personas alternativas». El estatus de Noir y Bouchet como extranjeros les permitió eludir efectivamente este tabú. Una de las primeras obras que pintaron en la pared fue un homenaje a la fábula de Jean de La Fontaine de «La liebre y la tortuga» cerca de Potsdamer Platz.
Inicialmente, los berlineses locales se mostraron cautelosos o incluso hostiles en su actitud hacia el trabajo de Noir. Algunos estaban preocupados por la fuente de su posible respaldo financiero, e incluso sugirieron que podría trabajar para la Agencia Central de Inteligencia o que podría ser un espía francés. Noir también tuvo que pintar rápida y subrepticiamente para evitar ser atrapado por los Genztruppen (guardias fronterizos de la República Democrática Alemana). Debido a estas limitaciones, Noir desarrolló su estilo ahora icónico (que denominó «Manifiesto de forma rápida») para retratar sus figuras con una línea continua y solo unos pocos colores.
A pesar de las dificultades iniciales, el trabajo de Noir ganó el aprecio de los residentes de Berlín y ayudó a crear un movimiento artístico alrededor del Muro que atrajo a numerosos artistas locales como Kiddy Citny y varios artistas internacionales visitantes, incluido Richard Hambleton y Keith Haring. En el transcurso de cinco años, Noir pintó alrededor de seis kilómetros del Muro de Berlín, que fue derribado en 1989.

### 1990-presente: Trabajo posterior al Muro de Berlín

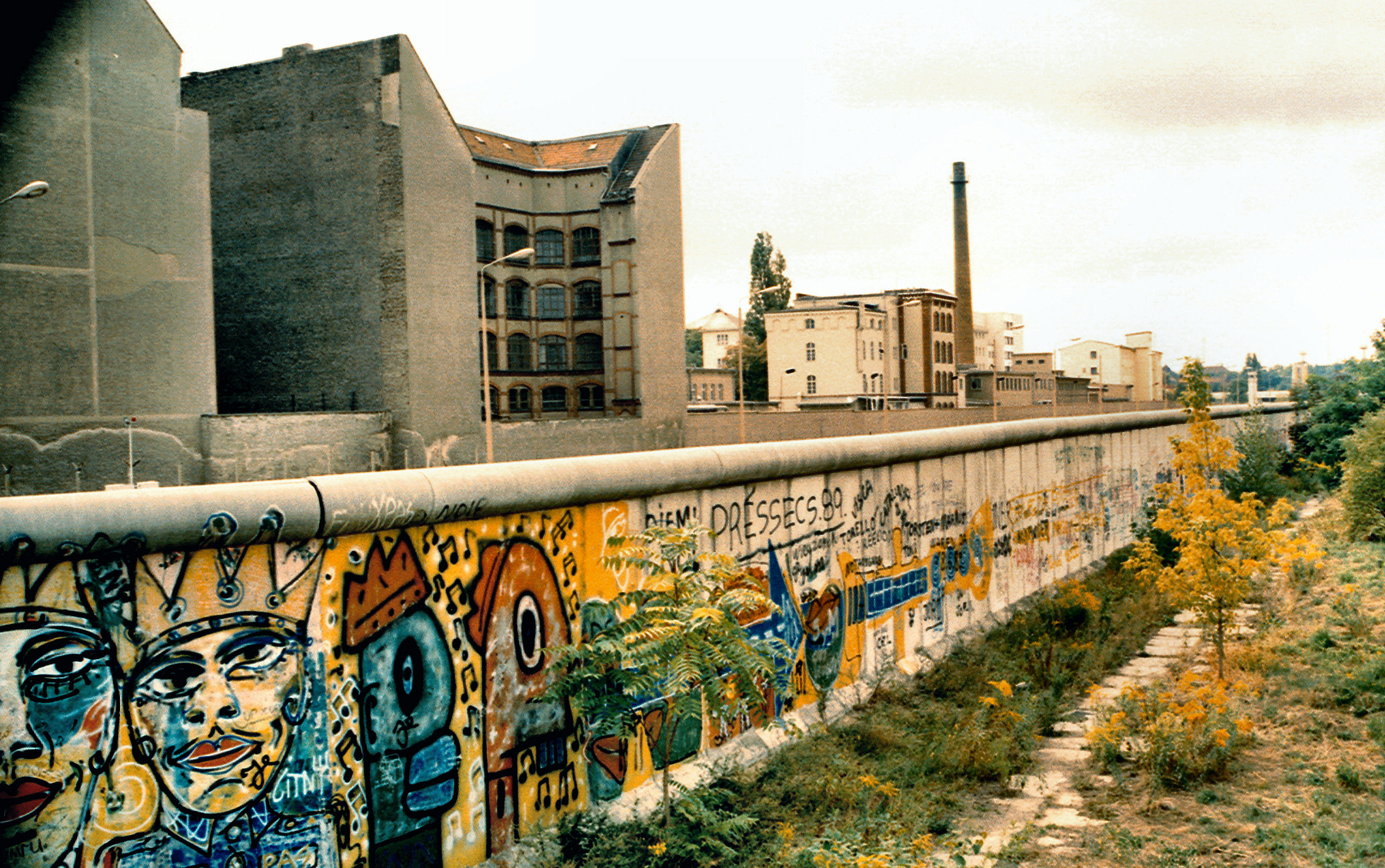
Vista de los murales Noir en el Muro de Berlín junto a Boyenstrasse en 1989.

Tras la caída del Muro de Berlín, Noir fue uno de los artistas invitados a crear murales en la East Side Gallery, que se estableció en 1990. La Galería es un remanente de 1 316 metros del Muro de Berlín preservado en Friedrichshain-Kreuzberg que no fue derribado porque se encontraba al otro lado del río Spree en Berlín Este controlado por la RDA. Desde 1990, los murales de Noir en la East Side Gallery se han convertido en parte integrante de Berlín.
El 23 de junio de 1990, 33 secciones pintadas originales del Muro de Berlín con obras de arte de Noir que se habían salvado de la destrucción se subastaron en el Hotel Metropole de Montecarlo a una audiencia internacional. Su obra de arte luego se extendió internacionalmente a colecciones y museos de todo el mundo.
A lo largo de la década de 1990, Noir continuó trabajando como artista. También colaboró con el grupo de rock irlandés U2, quien le encargó pintar una serie de seis autos Trabant para su Zoo TV Tour de 1992. Los Trabants de Noir se incorporaron a los equipos de iluminación de la gira, y se usaron imágenes de ellos como arte de portada para sencillos del grupo, incluidos The Fly y Mysterious Ways. Uno de los Trabants de Noir también apareció en la portada del álbum de U2, Achtung Baby.

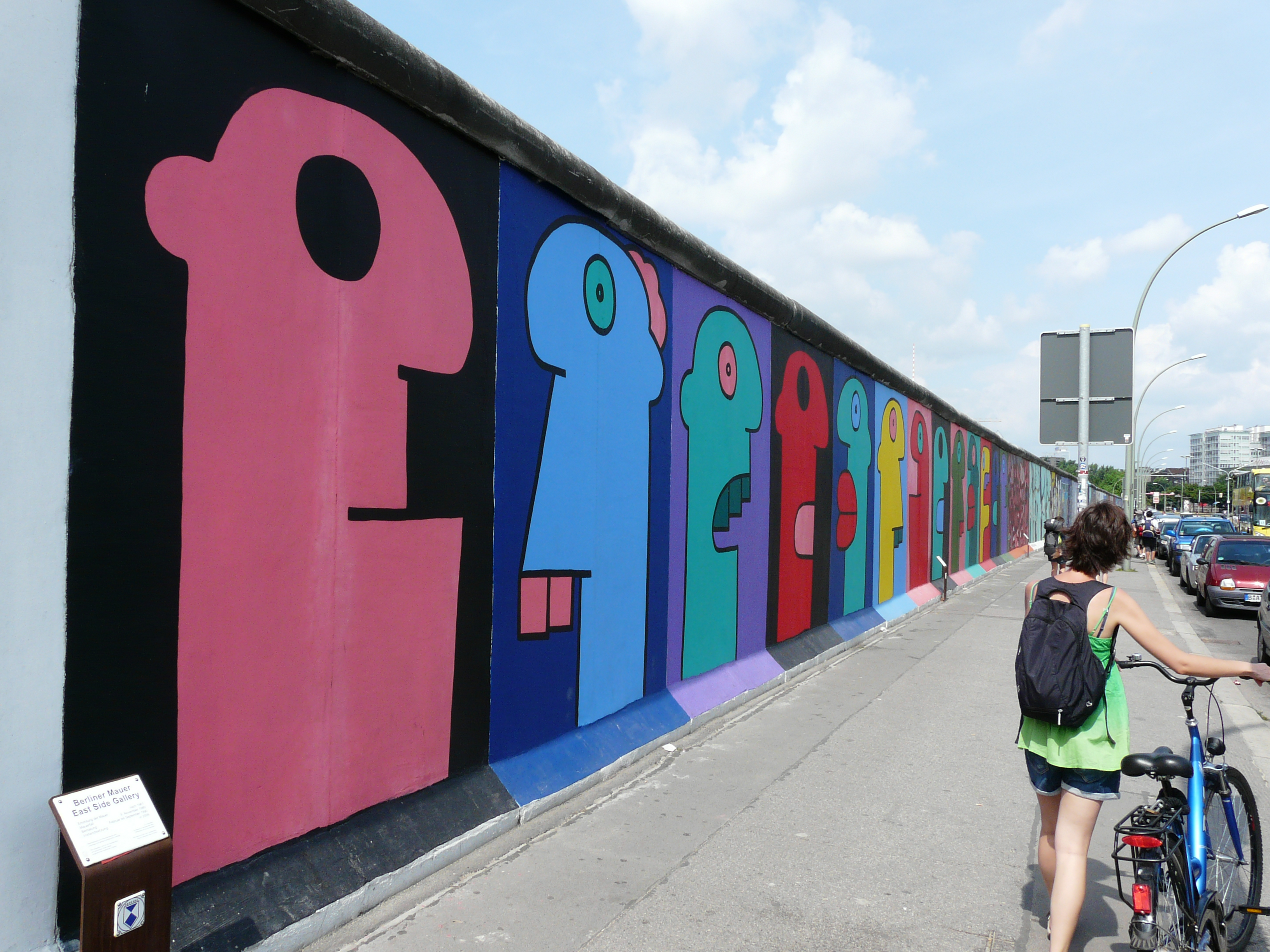
Mural de Thierry Noir pintado sobre los restos del Muro de Berlín en la East Side Gallery de Berlín, 2011.

Para conmemorar el vigésimo aniversario de la caída del Muro de Berlín en 2009, Noir fue invitada a Los Ángeles para participar en The Wall Project del Wende Museum. Diez segmentos originales del Muro de Berlín fueron importados a los Estados Unidos y recién pintados en Los Ángeles por Noir y artistas con sede en Los Ángeles, incluidos Shepard Fairey, Retna y Kent Twitchell. Estas obras luego se exhibieron permanentemente en 5900 Wilshire Bulevar, cerca del Museo de Arte del Condado de Los Ángeles.
Noir viajó a Londres en 2013 para colaborar con el artista británico STIK en un gran mural en Village Underground en Shoreditch y para dar una conferencia pública en Somerset House sobre la historia del arte callejero. Mientras estuvo en Londres, Noir pintó numerosos murales nuevos con su estilo característico en las paredes de Shoreditch y Dalston. Noir también trabajó con la Dulwich Picture Gallery en una reinterpretación de la obra de Giovanni Battista Tiepolo, José recibiendo el anillo del faraón (1755), que ahora forma parte de la colección permanente de la Galería como mural en Dulwich Park.
Veinticinco años después de la caída del Muro de Berlín en 2014, Noir realizó una exposición retrospectiva en Londres. La exposición contó con obras de arte originales, películas, fotografías y entrevistas. Ese año, el Museo de Londres encargó a Noir que creara un mural en la entrada de la rotonda del museo y también la Embajada de Alemania en el Reino Unido le encargó que pintara un mural en Belgrave Square de Londres para conmemorar el 25 aniversario. Noir también pintó el interior del antiguo edificio de la Embajada de Alemania Oriental en 34 Belgrave Square. Posteriormente, en 2014, la retrospectiva de Noir viajó a Los Ángeles, donde pintó un mural de 100 metros de largo en South Spring Street en reconocimiento a la relación de Ciudades Hermanas entre Berlín y Los Ángeles. Noir también donó una pintura al Consulado de Alemania en los Estados Unidos.
A lo largo de 2017, Noir pintó sus tres obras públicas de mayor escala en ese momento en Londres, Los Ángeles y Sídney. En Londres, Noir pintó una torre de 37 metros de altura en Acton, considerada el mural más alto de Gran Bretaña. En Los Ángeles, completó un mural de 15 000 pies cuadrados en North Hollywood. En Sídney, pintó una antigua fábrica de mermeladas en Surry Hills.
Para conmemorar el 30 aniversario de la caída del Muro de Berlín, el Museo Imperial de la Guerra de Londres encargó a Noir (junto con STIK) que pintara nuevas obras de arte en los segmentos originales del Muro. Los dos segmentos, titulados WALL, se exhibieron fuera del Imperial War Museum en noviembre de 2019. Los dos segmentos se exhibieron más tarde en el Museo de la Migración en el sur de Londres. También en 2019, Noir organizó una exposición benéfica titulada The Thierry Noir Academy of Art en Protein Studios en Londres. Todas las ganancias de la exposición se donaron a la organización benéfica para niños con sede en Hackney, The Kids Network.

## Colecciones

Segmento del Muro de Berlín en la Ciudad de Nueva York.

Los segmentos del Muro de Berlín pintados por Noir están en exhibición permanente en colecciones públicas y privadas de todo el mundo. Sus piezas también se pueden ver en la aún en pie East Side Gallery de Berlín. Varias de las obras de arte de Noir son parte de colecciones permanentes de museos, incluido el Museo Aliado en Berlín, el Newseum en Washington D. C. el Museo Nacional de la Fuerza Aérea de los Estados Unidos en Dayton, el Museo Wende en Los Ángeles, y el Museo de la Migración de Londres. Otros segmentos se muestran públicamente en ciudades de todo el mundo. En la ciudad de Nueva York, los segmentos de Noir's Wall se pueden ver en Kowsky Plaza en la comunidad de Battery Park City y en 520 Avenida Madison en Manhattan. Seis segmentos están ubicados en Leipziger Platz en Berlín. En Los Ángeles, los segmentos están ubicados en 5900 Wilshire Bulevar como parte de una exhibición más grande y en la Universidad Loyola Marymount. Otras ciudades con segmentos de pared pintados de Noir incluyen Yokohama, Japón; Uijeongbu, Corea del Sur; Ciudad de México; Reston, Virginia; e Ibiza.
En 2013, durante la Feria Art Basel en Miami, Noir volvió a pintar cuatro segmentos originales del Muro de Berlín, que ahora se encuentran en la colección de arte público del distrito de Ironside. En 2019, el esposo de Heidi Klum, Tom Kaulitz, le regaló un segmento del Muro de Berlín que Noir había pintado recientemente para exhibirlo frente a su casa en Los Ángeles. Más tarde, en 2019, Noir presentó un segmento recién pintado del Muro en Plovdiv, Bulgaria, para conmemorar el 30.º aniversario de la caída del Muro de Berlín y el estatus de Plovdiv como Capital Europea de la Cultura en 2019.

## Cine y otros trabajos
Noir y sus pinturas murales se pueden ver brevemente en la película de 1987 de Wim Wenders, Der Himmel über Berlin. Noir conoció a Wenders en varias ocasiones en un restaurante local donde vendía algunas de sus obras de arte. Después de hablar varias veces por semana, Wenders decidió poner a Noir en una escena en la que aparecía parado en su escalera mientras trabajaba en el Muro de Berlín. Esa escalera se encuentra ahora en la colección permanente del Museo Wende en Los Ángeles. En 2000, Noir apareció en el documental alemán Nach dem Fall, en el que habló sobre su arte y la importancia del Muro para Berlín solo una década después de su caída.
Noir ha participado en el Festival de las Luces de Berlín desde 2014. Como parte del festival anual, las obras de arte de Noir se proyectan digitalmente en lugares emblemáticos de Berlín, como la Puerta de Brandeburgo, la Catedral de Berlín y la Torre P5 en Potsdamer Platz.
En 2015, Noir trabajó con la firma de bebidas Hennessy para crear etiquetas de botellas personalizadas y las ganancias de la venta se destinaron a la organización benéfica Centrepoint para jóvenes sin hogar. En 2016, Noir se asoció con el fabricante de equipos de audio Rega en una serie de siete tocadiscos Rega RP1 pintados a mano. Los tocadiscos se vendieron en una subasta para recaudar dinero para Amnistía Internacional.

## Legado
Las pinturas del Muro de Berlín de Noir se consideran icónicas y representativas del movimiento en oposición al Muro porque atrajeron a otros artistas al movimiento. Noir es considerado uno de los precursores del movimiento de arte callejero en su conjunto. A pesar de su estilo aparentemente «ingenuo», las pinturas «se mantuvieron como la voz de la libertad» en protesta artística contra la frontera a menudo mortal. También se convirtieron en un símbolo de la libertad recién descubierta después de la reunificación de Alemania y el final de la Guerra Fría.